# Феликс Малум Нгакуту
Генерал Феликс Малум или Феликс Малум Нгакуту е чадски политик от Юга. Служил е като офицер в чадската армия и като член на прогресивната партия на Чад. По-късно става шеф на състава с ранг полковник.
Хвърлен е в затвора от президента Франсоа Томбалбайе, но е освободен след успешен преврат на 13 април 1979 г. Заема едновременно постовете президент и министър-председател на Чад от 29 август 1978, когато Хисен Хабре е назначен като министър-председател, за да интегрира въоръжените северни бунтовници към правителството. Президентската му кариера е неуспешна и той напуска поста на 23 март 1979 г.
Малум изоставя политиката и се заселва в Нигерия. Завръща се в чадската столица Нджамена на 31 май 2002, след 23 години изгнаничество.